# Arturo Manuel Pérez
Arturo Manuel Pérez Martínez (Madrid, 19 de noviembre de 1947) es un antiguo diplomático español.
Licenciado en Derecho, ingresó en 1977 en la carrera diplomática. Ha estado destinado en las representaciones diplomáticas españolas en Japón, Estados Unidos y Canadá. Fue subdirector general de Cooperación Cultural Internacional y de Relaciones Internaciones del Ministerio de Sanidad y Consumo. En 1998 fue nombrado subdirector general de Asuntos Consulares y, posteriormente, cónsul general de España en Sídney. Desde 2003 era representante permanente adjunto de España ante la Organización para la Seguridad y Cooperación en Europa.
El Consejo de Ministros del 29 de octubre de 2007 aprobó un Real Decreto por el que se creó la Misión Diplomática Permanente de España en Bangladés, con sede en Daca; cuatro meses más tarde designaron a Arturo Manuel Pérez como el primer embajador en dirigir la delegación española en el país bangladesí, cargo que desempeñó hasta julio de 2011 cuando fue sustituido por Luis Tejada Chacón.